# Гребен (облик рељефа)
Гребен или хрбат, је облик рељефа чије се две наспрамне странице спуштају много оштрије од друге две.
Гребен, исто тако може представљати и облик воденог/подводног рељефа који представља врло мало издигнуће од дна, чији врх може, мада не мора, да буде изнад површине воде.